# Любовный джихад

Мусульманское население Индии

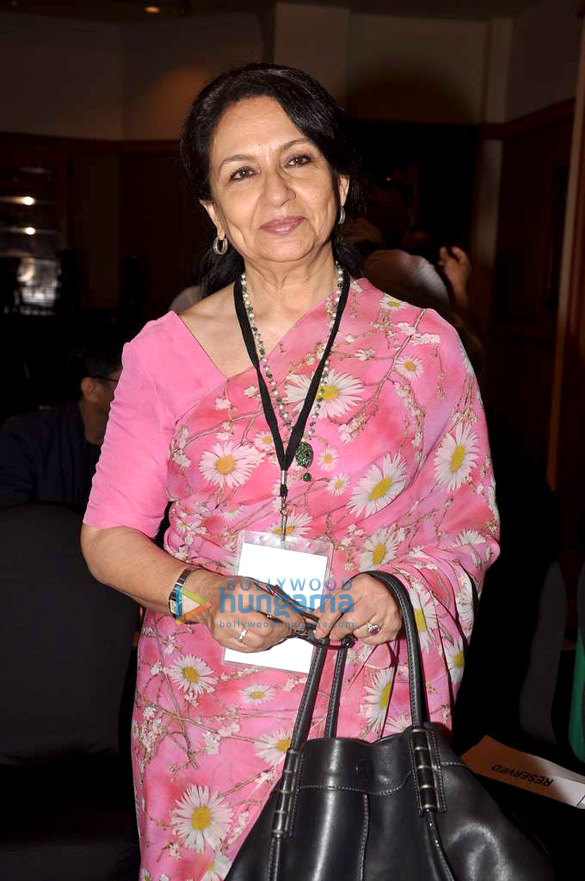
Индийская актриса Шармила Тагор, вышедшая замуж за мусульманина и принявшая ислам

Любовный джихад (хинди लव जिहाद) — исламофобская теория заговора, согласно которой мусульмане мужского пола занимаются соблазнением индийских девушек немусульманского происхождения для последующего их обращения в ислам.
После того как в 1947 году Британская Индия была разделена на два независимые государства (первоначально: Индийский Союз и Доминион Пакистан), оставшиеся в Индии мусульмане стали крупным религиозным меньшинством этой страны. С тех пор в Индии те или другие люди считают последователей ислама потенциальной «пятой колонной», хотя они продемонстрировали свою лояльность стране в ходе войн с единоверцами из Пакистана.
В 2009 году индуисты и христиане южного штата Керала, где ислам распространялся в основном добровольно, обвинили мусульманскую организацию «Народный фронт Индии» в соблазнении десятков тысяч девушек, исповедовавших индуизм и христианство. Якобы все они были перевезены в специальные лагеря для «промывки мозгов». Нашлось множество свидетелей, подтверждавших это.
Два года расследований не подтвердили слухов о «любовном джихаде». Сайты с обещанием вознаграждения за каждую обращённую в ислам девушку и листовки оказались фальшивыми, а родители жаловались из-за того, что им попросту не нравились романтические отношения их дочерей с мусульманами. Но затем с обвинениями в адрес мусульман выступил сам главный министр Кералы — коммунист В. С. Ачутханандан. Согласно его утверждениям, мусульманские заговорщики при помощи средств от иностранных спонсоров планируют за 20 лет сделать Кералу исламским штатом. Слова Ачутханандана были осуждены его оппонентами из Индийского национального конгресса. В 2012 году были опубликованы данные расследования: с 2006 года в ислам обратились 2667 женщин (среди них 447 христианок) и все они стали мусульманками на добровольной основе.
Вслед за Кералой слухи о «любовном джихаде» появились в соседнем штате Карнатака. Родители девушки, вышедшей замуж за мусульманина из Кералы и добровольно принявшей ислам, заявили, что она стала жертвой «любовного джихада». Дело было закрыто, а дополнительное расследование полиции ничего не выявило.
После Карнатаки слухи о «любовном джихаде» вспыхнули в самом населённом штате Уттар-Прадеш. Руководитель отделения партии «Бхаратия джаната парти» Йоги Адитьянатх использовал тему «любовного джихада» и «международного заговора против Индии» в своих предвыборных выступлениях. Иск, поданный Адитьянатхом, был отклонён судом, который заявил, что понятия «любовный джихад» в Уттар-Прадеш нет. В штате было зафиксировано два случая нападения протестующих против «сговора с джихадистами» на полицейские участки. Старейшины варны вайшьев Уттар-Прадеш даже предложили запретить девушкам пользоваться мобильными телефонами до окончания школы, чтобы оградить их от «джихадистов-пикаперов».